# David II Strathbogie
David II Strathbogie (né vers 1290 † 1326) est un noble écossais du XIVe siècle qui fut le 10e comte d'Atholl de 1307 à 1314.

## Origine
David II de Strathbogie est le fils et héritier de John Strathbogie 9e comte d'Atholl, et de Marjory, fille de Donald 6e comte de Mar et sœur d'Isabelle, la première épouse Robert Ier Bruce.

## Comte d'Atholl puis prétendant
David II de Strathbogie devient comte titulaire d'Atholl après l'exécution de son père à Londres le 7 novembre 1306, alors qu'il est entre les mains des anglais. Il n'est restauré dans son comté d'Atholl qu'après l'avoir racheté à Ralph de Monthermer à qui il doit payer un important dédommagement.
En 1307-1308 il se soumet à Robert Bruce avec les autres seigneurs du nord de l'Écosse comme William (II) Ross, comte de Ross. David II est envoyé par le roi d'Angleterre défendre le château de Dundee mais il fait sa soumission à Robert Ier et capitule avec la garnison anglaise en 1312. Bien accueilli par le roi Robert Ier d'Écosse il est nommé connétable d'Écosse. À l'aube de la bataille de Bannockburn, il se querelle violemment avec Édouard Bruce, le frère du roi, à qui il reproche apparemment d'avoir séduit et abandonné sa sœur, et déserte le camp écossais afin de se ranger du côté anglais où il restera jusqu'à sa mort. Après le combat il est déchu du comté d'Atholl par Robert Ier qui l'attribue en 1320 à son neveu John Campbell.
David II Strathbogie reçoit en compensation trois manoirs dans le Norfolk. En 1321, il obtient la baronnie féodale de Chilham, dans le comté de Kent, qui a appartenu à son père et à sa grand-mère. En 1322, il est convoqué au Parlement anglais comme « Lord Strathbogie ». Son épouse étant cohéritière de son oncle Aymar de Valence, comte de Pembroke, elle hérite du château de Mitford, du manoir de Ponteland, et de domaines en Little Eland, Northumberland, et du manoir de Foston (à Foston on the Wolds dans le Yorkshire). En 1325 il commande les troupes anglaises en Gascogne et meurt le 28 décembre 1326.

## Union et postérité
David II a épousé Jeanne Comyn, fille de John III Comyn († 1306) et de Jeanne de Valence, dont 
- David III Strathbogie comte titulaire d'Atholl.